# Cichlocolaptes
Cichlocolaptes is een geslacht van zangvogels uit de familie van de ovenvogels (Furnariidae).

## Soorten
Het geslacht omvat de volgende soorten:
- Cichlocolaptes leucophrus – Wenkbrauwboomjager
- † Cichlocolaptes mazarbarnetti – Cryptische boomjager (uitgestorven)